# 52691 Maryrobinettek
52691 Maryrobinettek este o planetă minoră (asteroid) din centura de asteroizi. A fost descoperită pe 18 martie 1998 la Observatorul Național Kitt Peak de Spacewatch. 
Obiectul prezintă o orbită caracterizată de o semiaxă mare de 3,1668607755146 UAi, o excentricitate de 0,16168195339923, o înclinație de 2,6506745232069 ° în raport cu ecliptica.